# Suurmestari
Suurmestari (finska för stormästare) är ett finländskt återkommande humoristiskt tävlings- och underhållningsprogram som sänds en säsong årligen i finländsk television sedan 2020. Programmet hade premiär på MTV3:s kanaler den 12 april 2020 med Jaakko Saariluoma och Pilvi Hämäläinen(fi) som programledare. Programmet baseras på det brittiska underhållningsprogrammet Taskmaster som också har en svensk variant i programmet Bäst i test.
Suurmestari går precis som Bäst i test ut på att fyra tävlande i en fast panel, tillsammans med en gästande deltagare per avsnitt tävlar om att utföra utmaningar efter givna premisser; bäst utförande, kortast stipulerad tid med mera. Utmaningarna testar deltagarnas sociala, fysiska, kreativa och mentala färdigheter. Dessa genomförs individuellt i herrgårdsmiljö i Helsingfors under ledning av tävlingsdomare Pilvi Hämäläinen, varefter deltagarnas prestationer visas och bedöms i en Tv-studio av stormästaren Jaakko Saariluoma. Programmets namn Suurmestari betyder just Stormästare på finska. Vinnaren av en hel säsong vinner en byst i guld föreställande stormästaren.
Programmet har vunnit Gyllene Venla-priset för bästa tävlingsprogram i TV åren 2020–2024.

## Programmets upplägg
Suurmestari har ett programupplägg som inspirerats både av grundkonceptet Taskmaster och av det svenska Bäst i test i SVT:s regi, men har också ett eget upplägg.
Varje säsong består av 10, cirka 40 minuter långa, avsnitt. (Med undantag av säsong fem som hade 12 avsnitt). I varje säsong finns en panel bestående av fyra fasta deltagare. Kampen om programmets huvudpris, stormästarens byst i guld, stå mellan dessa fyra personer. Programmet gästas dessutom i varje avsnitt av en gästande deltagare. Gästerna deltar individuellt och deltar inte om kampen om huvudpriset. (Gästande deltagare kan återkomma som fasta paneldeltagare i senare säsonger. Hittills (2024) har sex fasta paneldeltagare från säsongerna 2-6 varit gästande deltagare i tidigare säsonger.)
Varje avsnitt innehåller fem tester, i tre olika kategorier. Avsnittet inleds med ett Pristest. Det är ett test som sker i studion, till vilket alla fem deltagare fått ta med sig ett föremål hemifrån efter ett visst givet tema. Priserna poängsätts av stormästaren och utgör priset för det avsnittet.
Avsnittets tre huvuduppgifter är inspelade tester från ett hus i den finska huvudstadsregionen. Varje deltagare tillbringar några dagar där tillsammans med domaren Pilvi och genomför testerna. Deltagarna är aldrig där tillsammans utan var för sig och vet därför inte hur övriga deltagare genomfört sina tester. Först i studion får de tävlande se, kommentera och roas av sina medtävlandes genomföranden. 
Testerna poängsätts i studion av stormästaren. I regel finns två olika sätt som bedömningen sker. Antingen sker poängsättningen rent objektivt, baserat på resultat i form av tidsåtgång, avstånd eller vad som skulle uppnås. Poängsättningen kan också vara rent subjektiv i de fall testerna handlar om vad stormästaren anser vara bäst. Det förekommer också att stormästaren ger minuspoäng.
Varje avsnitt avslutas därefter med ett finaltest i studion, varefter avsnittets vinnare koras. 
Varje test poängsätts i skalan 1-5 om inte annat har angetts. Ibland förekommer bonuspoäng, dels sådana som testbrevet aviserat och dels sådana som stormästaren anser befogat. Undantag finns. I säsong 2:s första finaltest, som gick ut på att på tio sekunder nämna så många exempel som möjligt inom en kategori som men medtävlande gett, blev det antal man kunde räkna upp på tio sekunder både ens eget och kategorigivarens totala poäng i testet.

## Säsongsöversikt

### Säsong 1
Suurmestari säsong 1 spelades in under hösten 2019 och sändes på MTV under 2020, med start 12 april 2020. De sju första avsnitten sändes mellan april och maj 2020, och de tre sista sändes i augusti samma år. Programmet spelades in på Brändö gård (finska: Kulosaaren Kartano).

#### Deltagare
- Fast panel: Janne Kataja(fi). Roni Bäck(fi), Jukka Hilden(fi) och Jenni Poikelus(fi)

- Gäster: Mikko Leppilampi, Miitta Sorvali(fi), Jorma Uotinen, Minka Kuustonen(fi), Mikko Penttilä(fi), Paula Noronen(fi), Minttu Mustakallio(fi), Pekka Pouta(fi), Juha Perälä(fi) och Hjallis Harkimo[10]

#### Icke tävlande deltagare
- Mait Lepik(fi) (Avsnitt 5, blev utfrågad i testet "Kommunicera med en estländare)"
- Maija Hanhivaara (Avsnitt 7, i testet Imponera på en 100-åring", namnges i avsnittets eftertexter)
- Lauri Untamo (Avsnitt 8, i testet "Få denne man att rodna", namnges i avsnittets eftertexter)
- Michaela Söderholm(fi) (Avsnitt 10 blev avporträtterad i testet "Måla ett blindporträtt")
- Personer från filmteamet och allmänhet som de tävlande fick hjälp av.

#### Programmen
| Nr                           | Avsnitt                                                     | Sändningsdatum  | Gäst               | Vinnare                     |
| ---------------------------- | ----------------------------------------------------------- | --------------- | ------------------ | --------------------------- |
| 1                            | "Kerää kyyneleitä" (sv: Samla tårar)                        | 12 april 2020   | Mikko Leppilampi   | Mikko Leppilampi            |
| 2                            | "Tilaa Fantasia-pizza" (sv: Beställ Fantasia-pizza)         | 12 april 2020   | Miitta Sorvali     | Jukka Hilden                |
| 3                            | "Syke nousuun" (sv:Pulsökning)                              | 19 april 2020   | Jorma Uotinen      | Jukka Hilden                |
| 4                            | "Kadota jääkuutio" (sv: Få iskuben att försvinna)           | 26 april 2020   | Minka Kuustonen    | Jenni Poikelus              |
| 5                            | "Haastattele virolaista" (sv: Intervjua estlänningen)       | 3 maj 2020      | Mikko Penttilä     | Jukka Hilden                |
| 6                            | "Painoa vaa'alle" (sv: Viktöka)                             | 10 maj 2020     | Paula Noronen      | Paula Noronen               |
| 7                            | "Pystytä teltta" (sv: Res tältet)                           | 17 maj 2020     | Minttu Mustakallio | Janne Kataja                |
| 8                            | "Saa kohdehenkilö punastumaan" (sv: Få den andre att rodna) | 13 augusti 2020 | Pekka Pouta        | Pekka Pouta                 |
| 9                            | "Esine ilmapalloon" (sv: Föremål i ballong)                 | 20 augusti 2020 | Juha Perälä        | Janne Kataja & Jukka Hilden |
| 10                           | "Mysteeripisteet" (sv Mystiska poäng)                       | 27 augusti 2020 | Hjallis Harkimo    | Janne Kataja                |
| Säsongsvinnare: Jukka Hilden |                                                             |                 |                    |                             |

#### Poängsammanställning
| Avsnitt | Janne | Roni | Jukka | Jenni | Gästerna |
| ------- | ----- | ---- | ----- | ----- | -------- |
| 1       | 13    | 12   | 18    | 11    | 23       |
| 2       | 19    | 14   | 23    | 16    | 16       |
| 3       | 14    | 14   | 16    | 15    | 14       |
| 4       | 10    | 13   | 12    | 19    | 12       |
| 5       | 12    | 15   | 19    | 14    | 18       |
| 6       | 11    | 12   | 8     | 7     | 13       |
| 7       | 18    | 15   | 14    | 17    | 14       |
| 8       | 13    | 17   | 14    | 14    | 20       |
| 9       | 18    | 12   | 18    | 16    | 12       |
| 10      | 18    | 11   | 14    | 14    | 10       |
| Totalt  | 143   | 135  | 156   | 143   | (152)    |

1. ↑  Totalresultatet är enligt programmets poängsammanställning för hela säsongen i avsnitt 10.
2. ↑  Gästernas resultat räknades inte samman i programmet eftersom de inte tävlar gemensamt.

### Säsong 2
Suurmestari säsong 2 spelades in på Brändö gård under hösten 2020 och sändes på MTV våren 2021, med start 27 mars 2021. 

#### Deltagare
- Fast panel: Miika Nousiainen, Minka Kuustonen(fi), Aku Hirviniemi och Kiti Kokkonen(fi)

- Gäster: Christoffer Strandberg, Kalle Lamberg(fi), Mikko Töyssy(fi), Eija Vilpas(fi), Kirsi Alm-Siira(fi), Joonas Nordman(fi), Maria Veitola, Kari Aihinen(fi), Veronica Verho(fi) och Tuomas Kyrö(fi).[12]

#### Icke tävlande deltagare
- Olavi Uusivirta(fi) (Avsnitt 1, deltog på anmodan av en av deltagarna för att hjälpa till med överraskningen i testet "Överraska Pilvi")
- Fem personer, namngivna i avsnittets eftertexter, varav en från Åbo. (Avsnitt 6 i finaltestet "Identifiera personen från Åbo")
- Petri Somer(fi) (Avsnitt 7, musikant i finaltestet "Musikaliska ord", namngiven i avsnittets eftertexter)
- Eicca Toppinen (Avsnitt 10, figurerade som en okänd med vilken deltagarna skulle hitta det märkligaste de hade gemensamt med denne i testet "Lista ut något du har gemensamt med en främling").
- Personer från filmteamet och allmänhet som de tävlande fick hjälp av.

#### Programmen
| Nr                              | Avsnitt                                                           | Sändningsdatum | Gäst                   | Vinnare                |
| ------------------------------- | ----------------------------------------------------------------- | -------------- | ---------------------- | ---------------------- |
| 1                               | "Yllätä Pilvi" (sv: Överraska Pilvi)                              | 27 mars 2021   | Christoffer Strandberg | Christoffer Strandberg |
| 2                               | "Estä keiloja kaatumasta" (sv: Förhindra käglorna från att falla) | 3 april 2021   | Kalle Lamberg          | Miika Nousiainen       |
| 3                               | "Kerä hikeä" (sv: Samla svett)                                    | 10 april 2021  | Mikko Töyssy           | Mikko Töyssy           |
| 4                               | "Tee takaperinvideo" (sv: Gör en baklängesfilm)                   | 17 april 2021  | Eija Vilpas            | Minka Kuustonen        |
| 5                               | "Älä räpäytä silmiä" (sv: Blinka inte)                            | 24 april 2021  | Kirsi Alm-Siira        | Kirsi Alm-Siira        |
| 6                               | "No hands!" (sv: Inga händer!)                                    | 1 maj 2021     | Joonas Nordman         | Kiti Kokkonen          |
| 7                               | "Korkea roiskaus" (sv: Högt stänk)                                | 8 maj 2021     | Maria Veitola          | Kiti Kokkonen          |
| 8                               | "Luo dominoefekti" (sv: Skapa dominoeffekt)                       | 15 maj 2021    | Kari Aihinen           | Kari Aihinen           |
| 9                               | "Tee siluetti" (sv: Gör en siluett)                               | 22 maj 2021    | Veronica Verho         | Veronica Verho         |
| 10                              | "Oudoin yhdistävä tekijä" (sv: Märkligaste gemensamma nämnare)    | 2 juni 2021    | Tuomas Kyrö            | Minka Kuustonen        |
| Säsongsvinnare: Minka Kuustonen |                                                                   |                |                        |                        |

#### Poängsammanställning
| Avsnitt | Miika | Minka | Aku | Kiti | Gästerna |
| ------- | ----- | ----- | --- | ---- | -------- |
| 1       | 21    | 25    | 18  | 14   | 30       |
| 2       | 22    | 14    | 14  | 15   | 13       |
| 3       | 14    | 12    | 16  | 13   | 17       |
| 4       | 10    | 19    | 10  | 15   | 14       |
| 5       | 15    | 15    | 17  | 17   | 19       |
| 6       | 11    | 11    | 11  | 14   | 12       |
| 7       | 14    | 12    | 11  | 17   | 14       |
| 8       | 14    | 16    | 13  | 11   | 18       |
| 9       | 17    | 17    | 12  | 11   | 19       |
| 10      | 16    | 17    | 13  | 7    | 11       |
| Totalt  | 154   | 158   | 134 | 134  | (167)    |

1. ↑  Aku erhöll ett minuspoäng i detta avsnitt för oaktsamhet för stormästarens egendom. Detta syns inte i avsnittets resultat, men däremot i sluträkningen av säsongens resultat, vilket möjligen förklarar diskrepansen mellan hans angivna slutresultat och den sammanslagna slutresultatet om man räknar ihop poängen från alla avsnitt.
2. ↑  Totalresultatet är enligt programmets poängsammanställning för hela säsongen i avsnitt 10.
3. ↑  Gästernas resultat räknades inte samman i programmet eftersom de inte tävlar gemensamt. Detta gör Minka till vinnare av säsong 2.

### Säsong 3
Den tredje säsongen av Suurmestari spelades in hösten 2021 och sändes på MTV våren 2022. Nytt för året var att man bytte inspelningsplats till Stansvik gård i Helsingfors.

#### Deltagare
- Fast panel: Riku Rantala(fi), Anna-Maija Tuokko(fi), Mikko Penttilä(fi) och Jenni Pääskysaari(fi).

- Gäster: Pekka Strang, Vappu Pimiä(fi), Stig (Pasi Siitonen)(fi), Pyhimys (Mikko Kuoppala)(fi), Minna Haapkylä(fi), Jarppi Leppälä(fi), Anna Puu(fi), Dennis Nylund, Erika Vikman och Mikko Kuustonen(fi).[14]

#### Icke tävlande deltagare
- Kari Enqvist(fi) (Avsnitt 1 i testet "Imponera på en fysikprofessor")
- Personer från filmteamet och allmänhet som de tävlande fick hjälp av.

#### Programmen
| Nr                           | Avsnitt                                                     | Sändningsdatum | Gäst            | Vinnare                       |
| ---------------------------- | ----------------------------------------------------------- | -------------- | --------------- | ----------------------------- |
| 1                            | "Tee vaikutus professoriin" (sv: Imponera på professor)     | 16 april 2022  | Pekka Strang    | Riku Rantala                  |
| 2                            | "Piilota kolme munakoisoa" (sv: Göm tre auberginer)         | 23 april 2022  | Vappu Pimiä     | Vappu Pimiä                   |
| 3                            | "Tilaa ilmapallot" (sv: Beställ ballonger)                  | 30 april 2022  | Stig            | Jenni Pääskysaari             |
| 4                            | "Tee tehtävä" (sv: Gör uppgiften)                           | 7 maj 2022     | Pyhimys         | Riku Rantala                  |
| 5                            | "Kahlitse itsesi" (sv: Fjättra dig själv)                   | 27:e maj 2022  | Minna Haapkylä  | Minna Haapkylä                |
| 6                            | "Tee LP-levyn kansi" (sv: Gör ett fordral till en LP-skiva) | 4 juni 2022    | Jarppi Leppälä  | Anna-Maija Tuokko             |
| 7                            | "Lahja Suurmestarille" (sv: Present till stormästaren)      | 11 juni 2022   | Anna Puu        | Anna Puu                      |
| 8                            | "Tee itsestäsi Pilvi" (sv: Gör dig själv till Pilvi)        | 18 juni 2022   | Dennis Nylund   | Dennis Nylund                 |
| 9                            | "Liikuta leikkimökki" (sv: Förflytta lekstugan)             | 25 juni 2022   | Erika Vikman    | Mikko Penttilä                |
| 10                           | "Sanoita tunnusmusiikki" (sv: Ordsätt signaturmelodin)      | 2 juli 2022    | Mikko Kuustonen | Mikko Penttilä & Riku Rantala |
| Säsongsvinnare: Riku Rantala |                                                             |                |                 |                               |

#### Poängsammanställning
| Avsnitt | Riku | Anna-Maija | Mikko | Jenni | Gästerna |
| ------- | ---- | ---------- | ----- | ----- | -------- |
| 1       | 20   | 13         | 15    | 18    | 19       |
| 2       | 14   | 15         | 17    | 16    | 18       |
| 3       | 17   | 14         | 12    | 18    | 13       |
| 4       | 25   | 20         | 21    | 17    | 23       |
| 5       | 14   | 17         | 11    | 12    | 19       |
| 6       | 20   | 24         | 23    | 22    | 20       |
| 7       | 18   | 15         | 17    | 20    | 21       |
| 8       | 14   | 12         | 19    | 15    | 20       |
| 9       | 17   | 13         | 19    | 16    | 14       |
| 10      | 21   | 14         | 21    | 19    | 18       |
| Totalt  | 180  | 157        | 175   | 173   | (185)    |

1. ↑  Totalresultatet är enligt programmets poängsammanställning för hela säsongen i avsnitt 10.
2. ↑  Gästernas resultat räknades inte samman i programmet eftersom de inte tävlar gemensamt. Detta gör Riku till vinnare av säsong 3.

### Säsong 4
Den fjärde säsongen av Suurmestari spelades in under andra hälften av 2022 och sändes i MTV våren 2023. Även detta år bytte man inspelningsplats, denna gång till Jollas gård(fi)

#### Deltagare
- Fast panel: Kalle Lamberg(fi), Eija Vilpas(fi), Fathi Ahmed(fi) och Pirjo Heikkilä(fi).[16]

- Gäster: Paleface (Karri Miettinen)(fi), Erin Anttila(fi), Jukka Rasila(fi), Susani Mahadura(fi), Timo Lavikainen(fi), Krisse Salminen, Helmi-Leena Nummela(fi), Miska Haakana(fi), Linda Wiklund(fi) och Ali Jahangiri(fi)[17]

#### Icke tävlande deltagare
- Jaakko Laakso (Avsnitt 6, en person som hade en gemensam bekant med var och en av deltagarna i testet "Identifiera en gemensam bekant", namngiven i avsnittets eftertexter).
- Personer från filmteamet och allmänhet som de tävlande fick hjälp av.

#### Programmen
| Nr                            | Avsnitt                                                               | Sändningsdatum | Gäst                | Vinnare        |
| ----------------------------- | --------------------------------------------------------------------- | -------------- | ------------------- | -------------- |
| 1                             | "Tee opetusvideo" (sv: Gör undervisningsfilm)                         | 18 mars 2023   | Paleface            | Paleface       |
| 2                             | "Tee söpölle koiralle lelu" (sv: Gör en leksak åt den gulliga hunden) | 25 mars 2023   | Erin Anttila        | Kalle Lamberg  |
| 3                             | "Saa itsesi kananlihalle" (sv: Få gåshud)                             | 1 april 2023   | Jukka Rasila        | Kalle Lamberg  |
| 4                             | "Ylipainoa matkalaukussa" (sv: Övervikt i resväska)                   | 8 april 2023   | Susani Mahadura     | Fathi Ahmed    |
| 5                             | "Tee karaokevideo" (sv: Gör en karaokevideo)                          | 15 april 2023  | Timo Lavikainen     | Pirjo Heikkilä |
| 6                             | "Pese Pilvin hampaat" (sv: Borsta Pilvis tänder.)                     | 22 april 2023  | Krisse Salminen     | Fathi Ahmed    |
| 7                             | "Sinuna en avaisi" (sv: Jag skulle inte öppna om jag vore du)         | 29 april 2023  | Helmi-Leena Nummela | Kalle Lamberg  |
| 8                             | "Tee ASMR-elämys" (sv: Ge en ASMR-upplevelse)                         | 6 maj 2023     | Miska Haakana       | Eija Vilpas    |
| 9                             | "Kuutioittain vettä" (sv: Vatten i i kuben)                           | 20 maj 2023    | Linda Wiklund       | Fathi Ahmed    |
| 10                            | "Äänetön linnunpönttö" (sv: Den tysta fågelholken)                    | 26 maj 2023    | Ali Jahangiri       | Kalle Lamberg  |
| Säsongsvinnare: Kalle Lamberg |                                                                       |                |                     |                |

#### Poängsammanställning
| Avsnitt | Kalle | Eija | Fathi | Pirjo | Gästerna |
| ------- | ----- | ---- | ----- | ----- | -------- |
| 1       | 16    | 12   | 18    | 16    | 19       |
| 2       | 16    | 11   | 15    | 11    | 15       |
| 3       | 17    | 16   | 15    | 13    | 16       |
| 4       | 16    | 11   | 18    | 15    | 17       |
| 5       | 19    | 14   | 20    | 22    | 19       |
| 6       | 11    | 11   | 17    | 11    | 9        |
| 7       | 20    | 9    | 9     | 19    | 10       |
| 8       | 16    | 17   | 11    | 12    | 14       |
| 9       | 14    | 13   | 15    | 13    | 14       |
| 10      | 21    | 16   | 16    | 19    | 11       |
| Totalt  | 166   | 130  | 154   | 151   | (144)    |

1. ↑  Totalresultatet är enligt programmets poängsammanställning för hela säsongen i avsnitt 10.
2. ↑  Gästernas resultat räknades inte samman i programmet eftersom de inte tävlar gemensamt.

### Säsong 5
Den femte säsongen av Suurmestari spelades in under hösten 2023 och sändes under våren 2024. Denna säsong medförde tre nyheter. Dels blev det tolv avsnitt denna säsong istället för de tidigare tio,  dels byttes återigen inspelningsplats, denna gång till Villa Frosterus(fi) i Esbo. Dessutom förekom lagtester för första gången i programmets historia, dels finaltester i avsnitt 1 och 8, dels ett lagtest i testhuset i avsnitt 7.

#### Deltagare
- Fast panel: Eero Ritala, Pamela Tola, Joonas Nordman(fi) och Pirjo Lonka(fi).

- Gäster: Ville Myllyrinne(fi), Johanna Puhakka(fi), Olga Temonen(fi), Arman Alizad(fi), Elina Gustafsson, Sointu Borg(fi), Ernest Lawson(fi), Heikki Ranta(fi), Niko Saarinen(fi), Jenni Kokander(fi), Viivi Pumpanen(fi) och Elias Salonen(fi).[20]

#### Icke tävlande deltagare
- Anu Aro (Avsnitt 4, fick en presentation i ett ämne av deltagarna i testet "Håll en presentation inför en grundskolelärare", namngiven i avsnittets eftertexter)
- Esko Kovero(fi) (Avsnitt 7, medverkade i lagtestet "Gör en cliffhanger till en dokusåpa").
- Femton personer, endast kända till förnamnet. (Avsnitt 10, de tävlande skulle memorera deras namn  i finaltestet "Memorera dessa personer").
- Personer från filmteamet och allmänhet som de tävlande fick hjälp av.

#### Programmen
| Nr                          | Avsnitt                                                                                | Sändningsdatum | Gäst                            | Vinnare                   |
| --------------------------- | -------------------------------------------------------------------------------------- | -------------- | ------------------------------- | ------------------------- |
| 1                           | "Heitä jotain roskikseen" (sv: Kasta något i papperskorgen)                            | 16 mars 2024   | Ville Myllyrinne                | Pirjo Lonka               |
| 2                           | "Tuota puhetta mahdollisimman pitkään" (sv: För den längsta monologen)                 | 23 mars 2024   | Johanna Puhakka                 | Eero Ritala               |
| 3                           | "Heitä vettä mahdollisimman kauaksi" (sv: Kasta vatten längst bort)                    | 30 mars 2024   | Olga Temonen                    | Pamela Tola               |
| 4                           | "Suorita tehtävä, tämä ei ole tehtäväsi" (sv: Genomför testet, det här är inte testet) | 6 april 2024   | Arman Alizad                    | Joonas Nordman            |
| 5                           | "Ankka altaaseen" (sv: Ankan i badkaret)                                               | 13 april 2024  | Elina Gustafsson                | Pamela Tola & Eero Ritala |
| 6                           | "Isoin asia munkin läpi" (sv: Största föremålet genom munken)                          | 20 april 2024  | Sointu Borg                     | Pirjo Lonka               |
| 7                           | "Tehkää cliffhanger" (sv: Gör en cliffhanger)                                          | 27 april 2024  | Ernest Lawson                   | Pamela Tola               |
| 8                           | "Vie mallinukke seikkailuun" (sv: Ta med skyltdockan på äventyr)                       | 4 maj 2024     | Heikki Ranta                    | Joonas Nordman            |
| 9                           | "Kananmunat tolpan päältä" (sv: Få ner äggen från stolpen)                             | 11 maj 2024    | Niko Saarinen                   | Niko Saarinen             |
| 10                          | "Tee supersankari" (sv: Skapa en superhjälte)                                          | 18 maj 2024    | Jenni Kokander & Mikko Penttilä | Eero Ritala               |
| 11                          | "Hanki uusi ystävä" (sv: Skaffa en ny vän)                                             | 1 juni 2024    | Viivi Pumpanen                  | Pirjo Lonka & Pamela Tola |
| 12                          | "Vakuuta Suurmestari" (sv: Övertyga Stormästaren)                                      | 8 juni 2024    | Elias Salonen                   | Joonas Nordman            |
| Säsongsvinnare: Pirjo Lonka |                                                                                        |                |                                 |                           |

1. ↑  Jenni Kokander deltog i inspelningarna vid testhuset, men var sjuk vid tidpunkten för studioinspelningen, varför Mikko Penttilä hoppade in för henne i studion. Detta gör att Mikko är den deltagare som medverkat i flest säsonger av Suurmestari.

#### Poängsammanställning
| Avsnitt | Eero | Pamela | Joonas | Pirjo | Gästerna |
| ------- | ---- | ------ | ------ | ----- | -------- |
| 1       | 18   | 15     | 12     | 21    | 20       |
| 2       | 21   | 15     | 18     | 17    | 10       |
| 3       | 11   | 22     | 10     | 17    | 16       |
| 4       | 16   | 12     | 19     | 18    | 15       |
| 5       | 19   | 19     | 14     | 17    | 13       |
| 6       | 17   | 12     | 15     | 22    | 14       |
| 7       | 16   | 22     | 19     | 20    | 17       |
| 8       | 17   | 16     | 21     | 19    | 17       |
| 9       | 18   | 15     | 14     | 15    | 23       |
| 10      | 17   | 12     | 16     | 10    | 12       |
| 11      | 9    | 18     | 16     | 18    | 16       |
| 12      | 18   | 19     | 22     | 13    | 18       |
| Totalt  | 197  | 197    | 196    | 207   | (191)    |

1. ↑  Totalresultatet är enligt programmets poängsammanställning för hela säsongen i avsnitt 12.
2. ↑  Gästernas resultat räknades inte samman i programmet eftersom de inte tävlar gemensamt.

### Säsong 6
Den sjätte säsongen av Suurmestari spelades in under hösten 2024 och sändes under våren och sommaren 2025 i Finland. Enligt uppgift kommer det för första gången i programmets historia ske tester även bortom testhusets omgivningar. Inspelningen skedde, likt föregående säsong, på Villa Frosterus.
Den sjätte säsongen hade premiär söndagen 27 april 2025 i finsk television. Sändningen i MTV3 flyttades från lördagar till söndagar, men varje avsnitt kan ses i Finland en vecka i förväg på streamingtjänsten MTV Katsomo av streamingtjänstens prenumeranter. Säsongen gjorde ett uppehåll i vecka 21 (25 maj), eftersom sändningen i MTV3 fick göra plats för finalen i världsmästerskapet i ishockey. Detta gör att avsnitt 5 av Suurmestari sänds först vecka 22.
I denna säsong förekom lagtester, för andra säsongen i programmet, men med olika laguppställningar för varje lagtest.

#### Deltagare
- Fast panel: Iina Kuustonen(fi), Kari Hietalahti(fi), Sonja Kailassaari och Elias Salonen(fi)
- Gäster: Ville Galle (Ville-Petteri Galle)(fi), Köpi Kallio (Juuso Kallio)(fi), Lina Schiffer(fi), Linnea Leino(fi) Karoliina Tuominen(fi), Lakko (Eric Savolainen)(fi), Cristal Snow (Tapio Huuska)(fi) Jarkko Niemi(fi), Oona Kare(fi) och Katja Ståhl(fi)[23]
- Kompletterande gästdeltagare: Eero Ritala (kompletterande lagtestare i avsnitt 1)[a], Sointu Borg(fi) (deltar tillsammans med/ersätter Jarkko Niemi i avsnitt 8)[b]

1. ↑  Eero Ritala, fast paneldeltagare från säsong fem, medverkade i ett lagtest i den sjätte säsongens första avsnitt i vilket det behövdes tre tävlande per lag. Detta gör att han medverkat i flest avsnitt av Suurmestari (13 avsnitt). (Dock inte flest säsonger).
2. ↑  Sointu Borg ersatte Jarkko Niemi i studioinspelningen av det åttonde avsnittet, då Niemi var bortrest vid tiden för inspelningen.

#### Programmen
| Nr                            | Avsnitt                                                          | Sändningsdatum | Gäst                       | Vinnare                                |
| ----------------------------- | ---------------------------------------------------------------- | -------------- | -------------------------- | -------------------------------------- |
| 1                             | "Kettu kulhoon" (sv: Räven i skålen)                             | 27 april 2025  | VilleGalle                 | VilleGalle                             |
| 2                             | "Muuta huonetta pimeässä" (sv: Förändra rummet i mörker)         | 4 maj 2025     | Köpi Kallio                | Köpi Kallio                            |
| 3                             | "Lajittele suklaat oikein" (Sortera chokladen korrekt)           | 11 maj 2025    | Lina Schiffer              | Iina Kuustonen                         |
| 4                             | "Etsi orava" (sv: Sök ekorre)                                    | 18 maj 2025    | Linnea Leino               | Kari Hietalahti                        |
| 5                             | "Hyvä haltiatar" (sv: Goda fén)                                  | 1 juni 2025    | Karoliina Tuominen         | Sonja Kailassaari & Karoliina Tuominen |
| 6                             | "Keskikokoisin ympyrä" (sv: Medelstor cirkel)                    | 8 juni 2025    | Lakko                      | Elias Salonen                          |
| 7                             | "Tahdistettu esittely" (sv: Tempofyllt framträdande)             | 15 juni 2025   | Cristal Snow               | Sonja Kailassaari                      |
| 8                             | "Etsi mandariini" (sv: Sök mandarinen)                           | 22 juni 2025   | Jarkko Niemi & Sointu Borg | Elias Salonen                          |
| 9                             | "Nosta jotain ja vie kauaksi" (sv: Lyft något och bär det långt) | 29 juni 2025   | Oona Kare                  | Sonja Kailassaari                      |
| 10                            | "Mieletön mocktail" (sv: Otrolig mocktail)                       | 6 juli 2025    | Katja Ståhl                | Katja Ståhl                            |
| Säsongsvinnare: Elias Salonen |                                                                  |                |                            |                                        |

#### Poängsammanställning
| Avsnitt | Elias | Iina | Kari | Sonja | Gästerna |
| ------- | ----- | ---- | ---- | ----- | -------- |
| 1       | 16    | 16   | 12   | 13    | 19       |
| 2       | 13    | 13   | 18   | 18    | 20       |
| 3       | 14    | 19   | 17   | 15    | 14       |
| 4       | 19    | 15   | 22   | 17    | 16       |
| 5       | 15    | 16   | 15   | 17    | 17       |
| 6       | 16    | 14   | 13   | 9     | 10       |
| 7       |       |      |      |       |          |
| 8       |       |      |      |       |          |
| 9       |       |      |      |       |          |
| 10      |       |      |      |       |          |
| Totalt  | 93    | 93   | 97   | 89    | (96)     |

1. ↑  Det slutliga totalresultatet kommer vara enligt programmets poängsammanställning för hela säsongen i avsnitt 10.
2. ↑  Gästernas resultat räknas inte samman i programmet eftersom de inte tävlar gemensamt.

## Testhusen och andra inspelningsplatser
Testhusen, i programmet kända som Suurmestarin-kartano (sv: stormästarens herrgård), är det hus i Helsingforsregionen vid vilken inspelningarna av testen sker. Stormästaren, Jaakko Saariluoma syns aldrig till vid huset under inspelningarna, men huset är inrett med porträtt föreställande honom.  Följande hus har fungerat som testhus:
| Säsong                     | "Kartano" (Hus)                         | Platsbeskrivning | Bild |
| -------------------------- | --------------------------------------- | --- | ---- |
| Säsong 1 (2020)            | Brändö gård (fi: Kulosaaren kartano)    | Brändö gård är beläget vid Rovholmssundets (finska: Naurissalmi), strand, direkt nordöst om den holme som gett herrgården sitt namn, Brändö, i södra Helsingfors, och strax väster om Hertonäs. |      |
| Säsong 2 (2021)            | Brändö gård (fi: Kulosaaren kartano)    | Brändö gård är beläget vid Rovholmssundets (finska: Naurissalmi), strand, direkt nordöst om den holme som gett herrgården sitt namn, Brändö, i södra Helsingfors, och strax väster om Hertonäs. |      |
| Säsong 3 (2022)            | Stansvik gård (fi: Stansvikin kartano)  | Stansvik gård är beläget på Kronbergsstranden, (tidigare Stansvik), i en vik på sydvästra delen av Degerö, i Helsigfors.                                                                        |      |
| Säsong 4 (2023             | Jollas gård(fi) (fi: Jollaksen kartano) | Jollas gård är beläget vid Skarpfjärden i stadsdelen Jollas i östra delen av Degerö, Helsingfors.                                                                                               |      |
| Säsong 5 (2024)            | Villa Frosterus(fi)                     | Villa Frosterus är en tvåvåningsvilla beläget på Sökö udd (fi: Soukanniemi), söder om Esbo i Nyland, cirka 20 kilometer väster om Helsingfors.                                                  |      |
| Säsong 6 (2025)            | Villa Frosterus(fi)                     | Villa Frosterus är en tvåvåningsvilla beläget på Sökö udd (fi: Soukanniemi), söder om Esbo i Nyland, cirka 20 kilometer väster om Helsingfors.                                                  |      |
| Juniori Suurmestari (2024) | Villa Frosterus(fi)                     | Villa Frosterus är en tvåvåningsvilla beläget på Sökö udd (fi: Soukanniemi), söder om Esbo i Nyland, cirka 20 kilometer väster om Helsingfors.                                                  |      |

### Andra inspelningsplatser
- Ett test i säsong 6, avsnitt 4 (2025), spelades in på konstgräsplan 3 på Esbovikenns idrottspark, driven av den finska fotbollsklubben Espoon Palloseura(fi). Platsen är belägen några kilometer norr om säsongens ordinarie testhus.

## Exempel på tester
Flertalet tester i Suurmestari är direkta kopior eller varianter av tester från Taskmaster, Bäst i test eller andra internationella Taskmaster-program. En variant kan exempelvis bestå i att en metod som lett till vinst för någon i ett lands Taskmaster-program, blir förbjudet i ett annat lands varianter av testet. Ett exempel på ett sådant test är Håll kvar en basketboll på löpbandet så länge som möjligt, som visades i Suurmestari i säsong 2. Detta test hade förekommit bland annat i Bäst i test tidigare och där hade ett vinnande koncept varit att helt sonika koppla ifrån strömmen. Men i Suurmestari blev detta förbjudet. Ett annat exempel är en variant som särskiljer testet från andra liknande test i andra Taskmaster-program. Exempelvis testet "Håll assistenten torr", ett test som går ut på att förhindra att assistenten blir blöt i en dusch. I alla andra program där detta test förekommit var detta ett lagtest, men i den variant som visades i säsong 2 var testet ett individuellt test.
Att försöka förstå vad någon säger på ett annat språk är ett test som förekommer i flera olika Taskmaster-produktioner, men med olika språk. I Suurmestari säsong 1, fick deltagarna samtala med en person som talar estniska.
Enligt sajten Taskmaster Info är dock cirka 30 procent av alla tester i Suurmestari finska originaltester. Nedan följer ett urval av finska originaltester, och visar även hur Suurmestari påverkat andra Taskmaster-program.
| Avsnitt | Test | Sändningsdatum | Användes senare av:                                                                 |
| ------- | --- | -------------- | ----------------------------------------------------------------------------------- |
| S01E05  | "Kasta vatten på bastustenarna från längst avstånd"                                                         | 3 maj 2020     | - Taskmaster (S11E03, 1 april 2021) - Le Maître du Jeu (S03E03, 26 september 2024). |
| S01E07  | "Res ett tält medan du befinner dig i sovsäcken"                                                            | 17 maj 2020    |                                                                                     |
| S02E01  | "Nämn så många ting som möjligt på tio sekunder i den kategori som personen bredvid dig angett."            | 27 mars 2021   |                                                                                     |
| S02E02  | "Flytta flyttkartongerna till den andra zonen under minsta möjliga ansträngning (lägst pulshöjning vinner)" | 3 april 2021   |                                                                                     |
| S02E06  | "Ta på dig byxorna korrekt, utan att använda händerna"                                                      | 1 maj 2021     | - Bäst i Test (S07E04, 17 mars 2023)                                                |
| S03E01  | "Imitera en annan panelmedlem"                                                                              | 16 april 2022  |                                                                                     |
| S03E02  | "Töm den uppblåsbara flammingon på luft och packa ner den i väskan."                                        | 23 april 2022  |                                                                                     |
| S03E03  | "Hitta stövlarna i storlek 42.                                                                              | 30 april 2022  |                                                                                     |

1. ↑  Detta test är inte detsamma som ett liknande vanligt förekommande test, där man ska förutsäga hur många ting man kan säga i en kategori given av stormästaren, skillnaden är att kategorin ges av en motståndare och att man ska räkna upp så många ting som möjligt inom den kategorin.
2. ↑  I detta finaltest utgjorde det antal ting man kunde nämna både uppräknarens och kategorigivarens totala poäng i tester, vilket innebar att 57 poäng av avsnittets totala 108 givna poäng fördelades i finaltestet.
3. ↑  Bäst i Test hade en liten annorlunda variant på det att man hade två byxor på olika platser att välja mellan och på vilken av dessa två platser man skulle ta på sig byxan och att man inte fick använda händerna för att ta på sig den valda byxan på den plats där den ursprungligen var var.

## Juniori Suurmestari
Under november-december 2024 sändes en specialsäsong av Suurmestari på fyra avsnitt. Specialsäsongen hette Juniori Suurmestari, och upplägget var likt det ordinarie programmet, men med den skillnaden att de tävlande utgjordes av fem barn i åldrarna 10-13 år. 

## Utmärkelser och nomineringar
- Suurmestari säsong 1 vann Gyllene Venla-priset för årets Game show 2020.[27]
- Suurmestari säsong 2 vann Gyllene Venla-priset för årets Game show 2021.[28]
- Suurmestari säsong 3 vann Gyllene Venla-priset för årets Game show 2022.[29]
- Suurmestari säsong 4 vann Gyllene Venla-priset för årets Game show 2023.[30]
- Suurmestari säsong 5 vann Gyllene Venla-priset för årets Game show 2024.[31]